# 霍布斯群島
67°19′S 59°58′E / 67.317°S 59.967°E
霍布斯群島（英語：Hobbs Islands）是南極洲的群島，位於麥克羅伯特森地，處於威廉斯科斯比灣東北面19公里，該群島在1931年2月18日發現，現時由南極條約體系管理。